# Dlanovnik
Dlanovnik (engl. PDA kratica od pojma Personal Digital Assistant ili slobodno prevedeno osobni digitalni pomoćnik) digitalni je prijenosi uređaj koji obično stane u dlan korisnika. 

## Opis
Osnovne funkcije dlanovnika su rokovnik, adresar i podsjetnik, kalkulator, kao i mogućnost rada drugih aplikacija koje se učitavaju s memorijskih kartica ili učitavanjem aplikacije u memoriju dlanovnika. Dlanovnici su nastali kao pomak od elektronskih rokovnika i dostupnošću bržih mikroprocesora s malom potoršnjom, boljom tehnologijom baterija, te jefninijih memorija. Razvojem tehnologije, dlanovnici dobivaju zaslone u boji, i ulaznu jedinicu preko ekrana, Wi-Fi te funkcije mobilnog telefona, funkcije GPS-a. Dlanovik u zadnje vrijeme prestaju biti zasebni uređaji, jer mnogi korisnici da bi smanjili broj uređaja koji posjeduju sve više se priklanjaju pametnim telefonima.

## Povijest
Pojam  PDA prvo je rabila američka tvrtka Apple 1992., prilikom lansiranja uređaja Newton na tržište. Godine 1996. finska tvrtka Nokia izbacila je na tržište prvi kombinirani PDA i mobitel 9000 Communicator, koji je ubrzo postao najprodavaniji dlanovnik u svijetu. Pojavom 9000 Communicatora na tržištu se pojavila nova kategorija PDA mobitel ili inteligentni mobiteli.

### Prva generacija
- Psion Organiser

### Druga generacija
- Atari Portfolio
- HP 200XL
- Psion Series 3

### Treća generacija
- Apple Newton
- Palm Pilot
- Handspring
- HP Joulanda
- Philips Nino

### Četvrta generacija
- Nokia 9000 Communicator
- Palm Treo
- Psion Series 5

### Peta generacija
- Apple iPhone
- Google Android

## Vanjske poveznice
|  | Zajednički poslužitelj ima stranicu o temi Dlanovnik    |
|  | Zajednički poslužitelj ima još gradiva o temi Dlanovnik |